# Malouetia killipii
Malouetia killipii är en oleanderväxtart som beskrevs av R. E. Woodson. Malouetia killipii ingår i släktet Malouetia och familjen oleanderväxter. Inga underarter finns listade i Catalogue of Life.